# سفارة عمان في لندن
سفارة عمان في لندن هي البعثة الدبلوماسية لسلطنة عمان في المملكة المتحدة. مثلت عمان المصالح الإيرانية في المملكة المتحدة بين عامي 2011 و 2014 حيث تم إغلاق سفارة إيران في أعقاب هجوم 2011 على السفارة البريطانية في إيران.  لم تعد هناك حاجة لهذه الخدمة بعد تحسن العلاقات بين إيران والمملكة المتحدة بعد انتخاب الرئيس حسن روحاني، وإعادة فتح السفارة الإيرانية في فبراير 2014.
تحتفظ عمان أيضًا بمبنى منفصل في 64 Ennismore Gardens ، نايتسبريدج الذي يحتوي على الملحقيات الثقافية والصحية والعسكرية.

## معرض صور

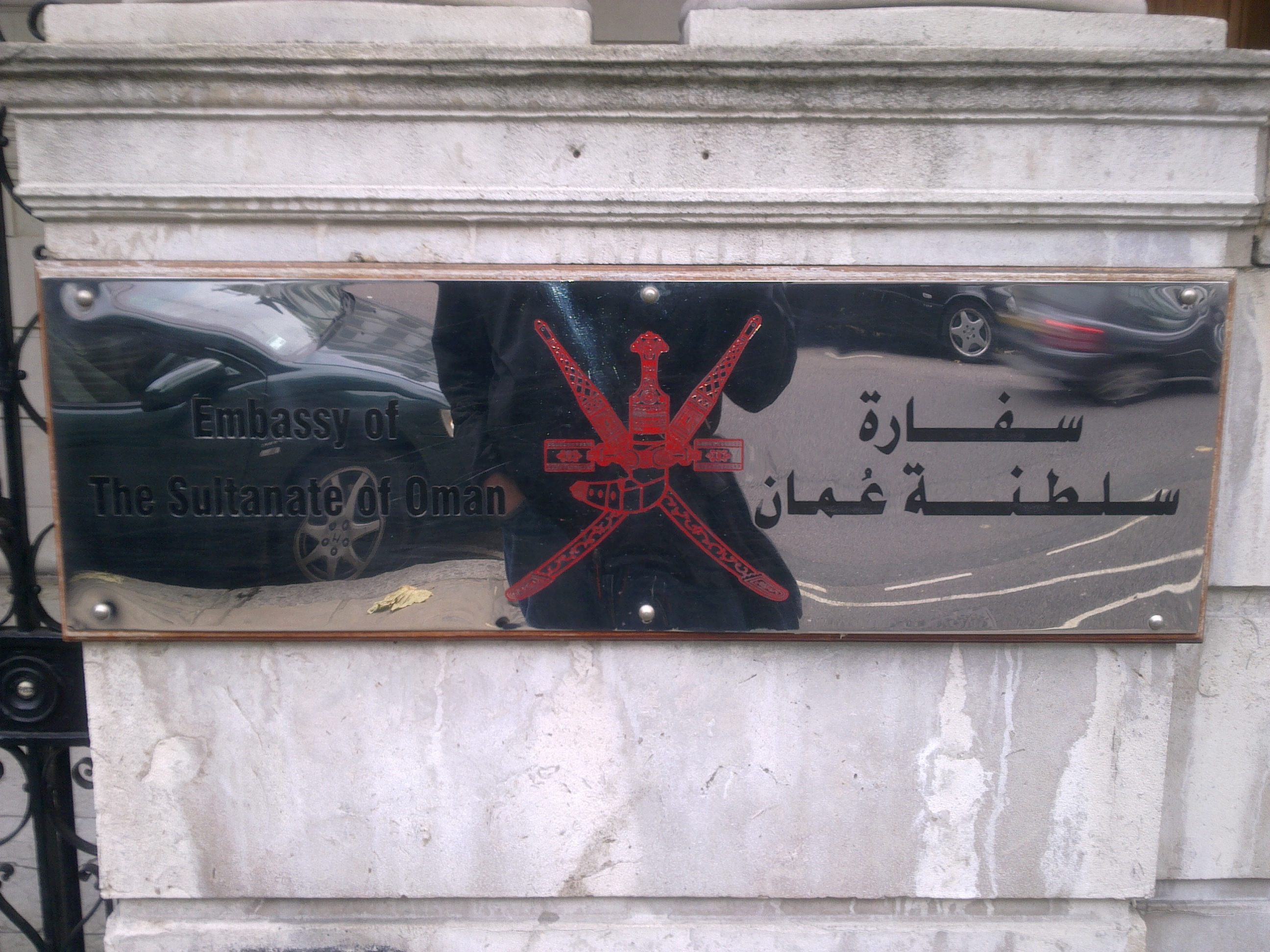
لوحة خارج السفارة باللغتين العربية والإنجليزية تصور الشعار الوطني لسلطنة عمان

## روابط خارجية
- موقع رسمي